# Gieorgij Nazimow
Gieorgij Władimirowicz Nazimow, ros. Георгий Владимирович Назимов (ur. 5 kwietnia 1925 r. w Bułgarii) – rosyjski emigrant, oficer Rosyjskiego Korpusu Ochronnego podczas II wojny światowej, działacz kombatancki i kulturalny w okresie powojennym.
Był synem gen. Władimira F. Nazimowa. Początkowo mieszkał z rodziną w Bułgarii, potem przeniosła się ona do Jugosławii. Po zajęciu kraju przez wojska niemieckie w kwietniu 1941 r., G. W. Nazimow wstąpił do nowo formowanego Rosyjskiego Korpusu Ochronnego. Służył w plutonie kompanii wartowniczej. Następnie przeszedł do kompanii junkierskiej 1 Pułku. W 1942 r. w stopniu podporucznika ukończył kursy wojskowe. W 1944 r. został kurierem utrzymującym łączność z Kozackim Stanem w północnych Włoszech. Następnie objął funkcję adiutanta gen. Andrieja G. Szkuro. Po zakończeniu wojny został członkiem Związku Żołnierzy Rosyjskiego Korpusu, dochodząc do funkcji zapasowego członka prezydium organizacji. Zamieszkał w USA. Następnie został 1 zastępcą przewodniczącego Rosyjskiego Związku Ogólnowojskowego. W 2008 r. w San Diego utworzył Muzeum Utraconej Rosji. Przedstawił w nim dzieje rodu Nazimowych począwszy od 1230 r., a na ich tle historię carskiej Rosji do 1917 r.